# Vistilia
Vistilia est une matrone romaine connue pour ses six mariages, cinq de ses fils deviennent consuls.

## Biographie
Elle est née vers -30 av. J.-C., dans la gens des Vistilii, son frère est Sextus Vistilius, qui fut préteur et amis du général et consul Nero Claudius Drusus, son frère Sextus se suicide en 32.

## Famille
Son premier mari est Glitius dont elle a un fils :
- Glitius (né vers -15), il est le père de Publius Glitius Gallus.

Son deuxième mari est Lucius Pomponius Flaccus, consul en 17 dont elle a deux fils :
- Publius Pomponius Secundus (né vers -14), consul suffect en 44.
- Quintus Pomponius Secundus (né vers -12), consul suffect en 41.

Son troisième mari est un Salvidienus Orfitus inconnu dont un fils :
- Orfitus (né vers -11), père de Servius Cornelius Scipio Salvidienus Orfitus, consul en 51.

Son quatrième mari est un Suillius donc un fils:
- Publius Suillius Rufus (né entre -10 et -7), consul suffect en 41.

Son cinquième mari est Cnaeus Domitius Corbulo, préteur en 21, dont un fils :
- Cnaeus Domitius Corbulo (né vers 5), consul suffect en 39.

Son sixième mari est un Caesonius dont une fille :
- Milonia Caesonia (né vers 10), épouse en deuxièmes noces Caligula.